# Rue des Ixellois
La rue des Ixellois est une artère du centre de la ville de Liège (Belgique) située entre la place de Bronckart et la rue des Guillemins.

## Odonymie
Depuis 1947, cette rue rend hommage aux habitants de la commune bruxelloise d'Ixelles qui recueillirent des enfants de Liège pendant la Seconde Guerre mondiale. Auparavant et depuis sa création en 1866, l'artère s'appelait la rue du Midi. 

## Description
Cette courte rue rectiligne et plate mesure environ 90 m et compte une vingtaine d'immeubles. Elle relie la place de Bronckart à la rue des Guillemins. Elle applique un sens de circulation automobile dans le sens Guillemins-de Bronckart.

## Architecture
Les immeubles (nos 1 et 3) jouxtant la place de Bronckart sont repris sur la liste du patrimoine immobilier classé de Liège comme les autres immeubles de la place de Bronckart.

## Voies adjacentes
- Place de Bronckart
- Rue des Guillemins

### Source et bibliographie
- Yannik Delairesse et Michel Elsdorf, Le nouveau livre des rues de Liège, Liège, Noir Dessin Production, 2008, 512 p. (ISBN 978-2-87351-143-2 et 2-87351-143-5, présentation en ligne), page 293